# العلاقات التشيلية الموريشيوسية
العلاقات التشيلية الموريشيوسية هي العلاقات الثنائية التي تجمع بين تشيلي وموريشيوس.

## مقارنة بين البلدين
هذه مقارنة عامة ومرجعية للدولتين:
| وجه المقارنة                                              | تشيلي                         | موريشيوس                 |
| --------------------------------------------------------- | ----------------------------- | ------------------------ |
| المساحة (كم2)                                             | 756.10 ألف                    | 2.04 ألف                 |
| عدد السكان (نسمة)                                         | 17.37 مليون                   | 1.26 مليون               |
| الكثافة السكانية (ن./كم²)                                 | 22.97                         | 617.65                   |
| العاصمة                                                   | سانتياغو                      | بورت لويس                |
| اللغة الرسمية                                             | اللغة الإسبانية               | لغة إنجليزية، لغة فرنسية |
| العملة                                                    | بيزو تشيلي، وحدة حساب تشيلية ‏ | روبي موريشي              |
| الناتج المحلي الإجمالي (بليون دولار)                      | 277.08 مليار                  | 13.34 مليار              |
| الناتج المحلي الإجمالي (تعادل القوة الشرائية) بليون دولار | 419.39 مليار                  | 25.36 مليار              |
| الناتج المحلي الإجمالي الاسمي للفرد دولار أمريكي          | 13.42 ألف                     | 9.25 ألف                 |
| الناتج المحلي الإجمالي للفرد دولار أمريكي                 | 22.07 ألف                     | 18.59 ألف                |
| مؤشر التنمية البشرية                                      | 0.832                         | 0.777                    |
| رمز المكالمات الدولي                                      | +56                           | +230                     |
| رمز الإنترنت                                              | .cl                           | .mu                      |
| المنطقة الزمنية                                           | 00، 00، 00، 00                | ت ع م+04:00              |

## منظمات دولية مشتركة
يشترك البلدان في عضوية مجموعة من المنظمات الدولية، منها:
| علم المنظمة | اسم المنظمة                               | تاريخ انضمام تشيلي | تاريخ انضمام موريشيوس |
| ----------- | ----------------------------------------- | ------------------ | --------------------- |
|             | مؤسسة التنمية الدولية                     | 30 ديسمبر 1960     | 23 سبتمبر 1968        |
|             | يونسكو                                    | 7 يوليو 1953       | 25 أكتوبر 1968        |
|             | وكالة ضمان الاستثمار متعدد الأطراف        | 12 أبريل 1988      | 28 ديسمبر 1990        |
|             | الأمم المتحدة                             | 24 أكتوبر 1945     | 24 أبريل 1968         |
|             | الفريق المعني برصد الأرض                  | ?                  | ?                     |
|             | الاتحاد البريدي العالمي                   | ?                  | ?                     |
|             | البنك الدولي للإنشاء والتعمير             | 31 ديسمبر 1945     | 23 سبتمبر 1968        |
|             | المنظمة الهيدروغرافية الدولية             | ?                  | ?                     |
|             | الاتحاد الدولي للاتصالات                  | 1908               | 30 أغسطس 1969         |
|             | منظمة حظر الأسلحة الكيميائية              | ?                  | ?                     |
|             | مؤسسة التمويل الدولية                     | 15 أبريل 1957      | 23 سبتمبر 1968        |
|             | المركز الدولي لتسوية المنازعات الاستشارية | 24 أكتوبر 1991     | 2 يوليو 1969          |
|             | منظمة التجارة العالمية                    | ?                  | ?                     |
|             | منظمة الشرطة الجنائية الدولية             | ?                  | ?                     |

## وصلات خارجية
- موقع وزارة الخارجية التشيلية